# Keith-Albee-Orpheum
Die Keith-Albee-Orpheum Corporation war die Eigentümerin einer Kette von Vaudevilletheatern und Kinos in den Vereinigten Staaten. Das Unternehmen, das 1928 aus einem Zusammenschluss zweier großer Theaterketten entstand, ging bereits 1929 in dem Filmunternehmen RKO Pictures auf.

## Geschichte

### Keith, Albee und Procter
Die Geschäftsleute Benjamin Franklin Keith und Edward Franklin Albee II gründeten 1885 ein gemeinsames Unterhaltungsunternehmen, das anfangs nur eine Vaudevillebühne in Massachusetts, das Boston Bijou Theatre, umfasste. Nachdem sie die amerikanischen Exklusivrechte an der Vorführtechnik und den Filmen der Brüder Lumière erworben hatten, eröffneten sie 1896 in New York City ihr erstes Lichtspielhaus. Weitere folgten in Philadelphia, Boston und anderen Städten im amerikanischen Osten und Mittleren Westen. Von 1896 an bezog das Unternehmen seine Filme von der im Jahr zuvor gegründeten American Mutoscope and Biograph Company und von 1905 an von den Edison Studios. Im Juni 1906 schlossen Keith und Albee ihr Unternehmen mit der Vaudevillekette von Frederick Freeman Proctor zusammen.

### Orpheum
Martin Beck gründete 1919 in Delaware die Orpheum Circuit Inc., ein Unternehmen, das ebenfalls eine Reihe von Vaudevilletheatern und Kinos betrieb, von denen einige heute noch operieren. Beck leitete das Unternehmen nur bis 1923, es bestand jedoch fort und vergrößerte sich immer weiter.

### Zusammenschluss und Übergang in die RKO
Als Keith-Albee und Orpheum sich am 28. Januar 1928 zur Keith-Albee-Orpheum Corporation zusammenschlossen, entstand damit eines der mächtigsten Unterhaltungsunternehmen der Vereinigten Staaten, dem fast alle großen Vaudevilletheater des Landes gehörten.
Joseph P. Kennedy kaufte im Mai 1928 eine Aktienmehrheit des neuen Unternehmens auf. Gemeinsam mit seinen Anteilen an dem Produktions- und Verleihunternehmen FBO verkaufte er diese im Oktober 1928 weiter an die Radio Corporation of America, die diese Erwerbungen mit ihrer Tontechnik ausstattete und im Januar 1929 als RKO Pictures zu einem selbstständigen Unternehmen machte.
Die bis dahin noch als Vaudevilletheater genutzten Spielstätten von Keith-Albee und von Orpheum Circuit Inc. wurden sämtlich in Kinos umgewandelt. Die Unterhaltungsform Vaudeville überlebte hier nur als Ergänzungsprogramm zu den gezeigten Spielfilmen.